# Marl Young
Marl Young (29 de enero de 1917 - 29 de abril de 2009) fue un músico y arreglista estadounidense que ayudó con la fusión de los sindicatos de músicos exclusivamente negros y blancos en Los Ángeles a principios de la década de 1950. Más tarde se convirtió en el primer director musical negro de una importante serie de televisión, Here's Lucy, protagonizada por Lucille Ball.

## Biografía
Nació en Bluefield, Virginia, y pasó los primeros siete años de su vida allí antes de mudarse a Chicago, Illinois, con su familia. Había empezado a tocar el piano a los seis años. 
En 1947 se fue a Los Ángeles, California, donde se involucró con el sindicato de músicos negros y a principios de la década de 1950 jugó un papel decisivo en la fusión de los sindicatos de músicos exclusivamente negros y exclusivamente blancos en Los Ángeles.  Steven Isoardi lo describe como "una de las figuras clave en el paso de sindicatos segregados a una Federación Estadounidense de Músicos integrada". 
Después de conectarse por primera vez con Lucille Ball y Desilu Productions en 1958, Young se convirtió en el primer director musical negro de una importante serie de televisión, Here's Lucy, y su relación laboral con Ball duraría 16 años. 
Padeció cáncer de próstata, murió en Los Ángeles a la edad de 92 años 

## Otras lecturas
- Steven Isoardi, Sonidos de Central Avenue: Jazz en Los Ángeles, University of California Press, 1998. ISBN 0520220986